# 里亞西涅茨科耶湖
58°47′58″N 28°35′05″E / 58.7993334°N 28.5847938°E
里亞西涅茨科耶湖（俄语：Рясинецкое озеро），是俄羅斯的湖泊，位於該國西北部，由普斯科夫州負責管轄，處於普柳薩區，面積0.03平方公里，集水區面積7.7平方公里，平均水深2米，最大水深4.5米。